# Eldorado do Sul
Eldorado do Sul är en kommun i Brasilien.   Den ligger i delstaten Rio Grande do Sul, i den södra delen av landet, 1 600 km söder om huvudstaden Brasília. Antalet invånare är 34 335.
Omgivningarna runt Eldorado do Sul är huvudsakligen savann. Runt Eldorado do Sul är det tätbefolkat, med 266 invånare per kvadratkilometer.